# XXXTentacion presents: Members Only, Vol. 4
XXXTentacion presents: Members Only, Vol. 4, noto semplicemente come Members Only, Vol. 4, è il primo album in studio dei Members Only, nonché secondo progetto postumo del rapper statunitense XXXTentacion, pubblicato il 23 gennaio 2019 dalla Empire Distribution. L'album è stato pubblicato il giorno del ventunesimo compleanno di XXXTentacion.

## Antefatti
Il 30 giugno 2018, il rapper Craig Xen confermò l'uscita del futuro album con il collettivo sul suo profilo Twitter. In seguito, Gordwin continuò a pubblicare immagini inerenti all'album, tramite le sue storie di Instagram. Dopo questi post, Ski Mask the Slump God, Kin$oul e altri membri dei Members Only pubblicarono uno snippet della traccia Empty. Nei mesi successivi, i vari membri del collettivo continuarono a far riferimento all'album, anche se non era ancora chiara una data di rilascio.
Il 7 novembre 2018, il produttore DJ Scheme, membro del collettivo nonché uno dei migliori amici di XXXTentacion, confermò che Skins non sarebbe stato l'ultimo progetto postumo del rapper statunitense.

## Promozione
Il 21 gennaio 2019, diversi membri del collettivo e associati al gruppo pubblicarono sui loro social la copertina e la tracklist dell'album che uscirà il 23 gennaio 2019, in occasione del ventunesimo compleanno di XXXTentacion. Il giorno dell'uscita dell'album, i Members Only hanno intrapreso un tour di 22 date tra gennaio e marzo 2019, co-diretto da Kid Trunks e Craig Xen e con la presenza dei membri Coolie Cut, Bass Santana, Flyboy Tarantino e KinSoul. La cover art di Members Only, Vol. 4 è un riferimento all'albero spoglio che XXXTentacion aveva tatuato sulla fronte, con quindici dei membri più importanti del collettivo disposti in cerchio.
La cover art di Members Only, Vol. 4 è un riferimento all'albero spoglio che XXXTentacion aveva tatuato sulla fronte, con quindici dei membri più importanti del collettivo disposti in cerchio.

## Distribuzione
Il 9 gennaio 2019, la casa discografica di XXXTentacion ha ufficialmente annunciato la data di uscita del progetto. Il video teaser dell'album è stato ripubblicato da diversi membri e soci dei Members Only e conteneva una clip di X che cantava su XXX, l'introduzione del mixtape Members Only, Vol. 2 del 2015. Members Only, Vol. 4 è stato ufficialmente pubblicato il 23 gennaio 2019, su tutte le piattaforme di streaming e per il download digitale.

## Tracce
1. Corey's Intro – 1:52 (testo: Corey Onfroy – musica: XXXTentacion)
2. Nothing – 2:08 (testo: Cooliecut, Craig Gordwin, Nolan Santana – musica: Mikey the Magician)
3. Sauce! – 2:24 (testo: Jahseh Onfroy – musica: Bass Santana)
4. Gassed Up! – 3:45 (testo: Jahseh Onfroy, Steven Mancebo, Minh Nguyen, Bass Santana, Kin$oul – musica: Bass Santana)
5. Plottin' – 2:57 (testo: Minh Nguyen, Steven Mancebo, Richard Burrell – musica: Richie Souf)
6. Pick Your Poison – 1:45 (testo: Tankhead, Jordan Serin – musica: Bass Santana)
7. Fall in Love with Death – 2:42 (testo: Bass Santana, Cooliecut, Kin$oul – musica: ChaseTheMoney)
8. Love Hard, Fall Fast – 3:02 (testo: Steven Mancebo, Craig Gordwin – musica: Lvstname)
9. Now or Never – 2:41 (testo: Steven Mancebo, Craig Gordwin, Kidway – musica: Flyboy Tarantino)
10. Cold Weather – 2:03 (testo: Nolan Santana, Cooliecut, Craig Gordwin – musica: Mikey the Magician)
11. Touch Eem Body – 3:07 (testo: Jahseh Onfroy, Bass Santana, Kin$oul, Reddz – musica: Bass Santana, Backwood Bhris)
12. Jahseh on My Wrist – 3:37 (testo: Bass Santana, Steven Mancebo, Minh Nguyen, Craig Gordwin – musica: Jimmy Duval)
13. He Diddy! – 1:14 (testo: Stokeley Goulbourne – musica: Windxws)
14. You Are Not M.O. – 2:24 (testo: Bass Santana, Kin$oul, Richard Burrell, Bhris, Absentwill – musica: ChaseTheMoney)
15. Make Eem Run! – 3:12 (testo: Bass Santana, Jahseh Onfroy, Stokeley Goulbourne – musica: Bass Santana)
16. Proud Puppy Lover! – 1:57 (testo: Craig Gordwin – musica: Astroboy)
17. Woah (Freestyle) – 3:04 (testo: Minh Nguyen – musica: Cris Dinero)
18. Members Only! – 3:49 (testo: Tankhead, Ratchet Roach, Steven Mancebo, Cooliecut, Minh Nguyen, Craig Gordwin, SB, Kin$oul, Bass Santana, – musica: G Foster)
19. Radar – 2:24 (testo: Ratchet Roach, Bass Santana, Richard Burrell – musica: DavyDaDon)
20. Hi Wendy! – 3:08 (testo: Jahseh Onfroy, Bass Santana, Kin$oul, Minh Nguyen, Steven Mancebo – musica: Bass Santana, Ice Cat)
21. Over the Rainbow – 2:46 (testo: Cooliecut, Kin$oul, Rawhool Mane – musica: Vngry)
22. Red Pills (Love in the Matrix) – 2:23 (testo: Cooliecut, Kin$oul – musica: Vngry)
23. Empty – 3:46 (testo: Cooliecut, Craig Gordwin, Kin$oul, Stokeley Goulbourne, – musica: Natra Average)
24. Rebirth (2016) – 2:34 (testo: Jahseh Onfroy, Nolan Santana – musica: Killstation)

## Formazione
Musicisti
- Absentwill – voce, testi (traccia 14), management
- Bass Santana – voce, testi (tracce 4, 7, 11, 12, 14, 15, 18, 19, 20), produzione
- Bhris – voce, testi (traccia 14), produzione
- Coolie Cut – voce, testi (tracce 2, 7, 10, 18, 21, 22, 23)
- Craig Xen – voce, testi (tracce 2, 8, 9, 10, 12, 16, 18, 23)
- Flyboy Tarantino – voce, testi (tracce 4, 5, 8, 9, 12, 18, 20), produzione
- Ikabod Veins – voce, testi (traccia 6)
- Kid Trunks – voce, testi (tracce 4, 5, 12, 17, 18, 20)
- KidWay – voce, testi (traccia 9)
- Killstation – voce, testi (tracce 2, 10, 24), produzione
- KinSoul – voce, testi (tracce 4, 7, 11, 14, 18, 20, 21, 22, 23)
- Ratchet Roach – voce, testi (tracce 18, 19)
- Rawhool Mane – voce, testi (tracce 18, 21)
- Reddz – voce, testi (traccia 11)
- Robb Banks – voce, testi (tracce 5, 14, 19)
- SB – voce, testi (traccia 18)
- Ski Mask the Slump God – voce, testi (tracce 13, 15, 23).
- TankHead666 – voce, testi (tracce 6, 18).
- XXXTentacion – voce, testi (tracce 1, 3, 4, 11, 15, 20, 24), produzione

Produzione
- Astroboy – produzione
- ChaseTheMoney – produzione
- Cris Dinero – produzione
- DavyDaDon – produzione
- G Foster – produzione
- Ice Cat – produzione
- Jimmy Duval – produzione
- Lvstname – produzione
- Mikey the Magician – produzione
- Natra Average – produzione
- Richie Souf – produzione
- Shepard Hues – missaggio, mastering
- Vngry – produzione
- Windxws  – produzione

## Classifiche
| Classifica (2019)         | Posizione massima |
| ------------------------- | ----------------- |
| Belgio (Fiandre)          | 49                |
| Belgio (Vallonia)         | 149               |
| Canada                    | 15                |
| Danimarca                 | 25                |
| Finlandia                 | 48                |
| Francia                   | 100               |
| Nuova Zelanda             | 29                |
| Norvegia                  | 32                |
| Paesi Bassi               | 39                |
| US Billboard 200          | 18                |
| US Top R&B/Hip-Hop Albums | 11                |
| Svizzera                  | 71                |